# Surt regn
Surt regn är ett regn som har ett pH-värde under det normala, (omkring 5,6), och beror främst på utsläpp av svaveldioxid och kväveoxider, eller NOx, till atmosfären. Dessa reagerar med vatten i molnen och bildar syror. Syrorna kan transporteras långa sträckor med molnen tills de faller som nederbörd.

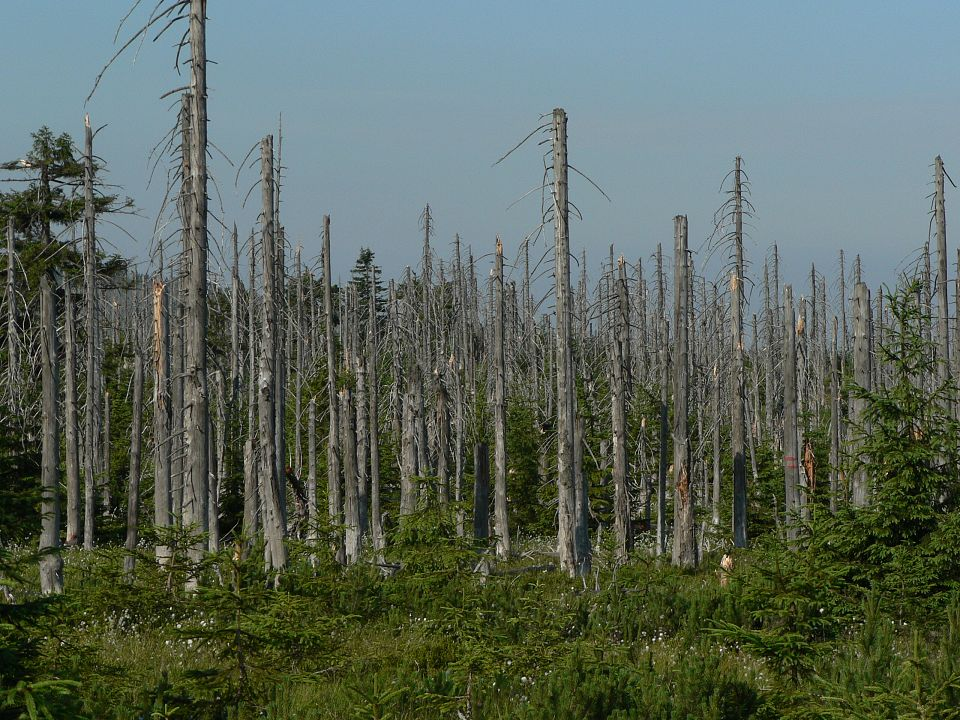
Skogsdöd till följd av surt regn

Orsakerna till surt regn är såväl naturliga, till exempel vulkaner och skogsbränder, som orsakade av mänskliga aktiviteter, till exempel kraftproduktion, industrier och transporter.
Surt regn bidrar kraftigt till försurning av sjöar och skogar. Detta medför bland annat att fiskar dör, och att trädens blad torkar ut eller blir gulfärgade före hösten (kloros). I marken skadas växternas rothår, vilket försvårar upptagningen av växtnäring[källa behövs]. Surt regn bidrar till urlakningen av olika näringsämnen som genom perkolation hamnar i grundvattnet dit växternas rötter inte når. Surt regn verkar även korroderande på flera material. Byggnader och statyer tar skada när syrorna reagerar med kalciumet i material som kalksten och marmor.

## Historia
De frätande egenskaperna av förorenad och sur stadsluft noterades under 1600-talet av John Evelyn, som märkte det dåliga skicket av Arundel marbles.
Sedan industriella revolutionen har utsläppen av svaveldioxid och kväveoxider ökat.  År 1852 var Robert Angus Smith den första personen som visade ett samband mellan surt regn och föroreningar i atmosfären Manchester, England.

## Reaktioner
Svaveldioxid som reagerar med vatten bildar svavelsyrlighet, H2SO3.
SO2 + H2O → H2SO3
Svaveldioxid oxideras och bildar svaveltrioxid, SO3. Svaveltrioxid reagerar med vatten till svavelsyra, H2SO4.
2SO2 + O2 → 2SO3
SO3 + H2O → H2SO4
Kvävedioxid bildar salpetersyrlighet och salpetersyra när den reagerar med vatten.
2NO2 + H2O → HNO2 + HNO3

Rent vatten har ett pH-värde kring 7. Så när vattenånga från hav och sjö kondenserar till moln bildas rent vatten med pH-värde kring 7. Dock reagerar vattnet naturligt med koldioxid i luften och bildar kolsyra. Det gör att naturligt regnvatten, som inte förorenats av svaveldioxid eller kväveoxider, har ett pH-värde på 5,6.

Koldioxid reagerar med vatten och bildar kolsyra.
CO2 + H2O → H2CO3